# Asinia Agrippina
Asinia Agrippina  was de dochter van Servius Asinius Celer (een zoon van Gaius Asinius Gallus en Vipsania Agrippina). Het is niet geheel duidelijk of zij degene is die samen met haar andere familieleden een standbeeld oprichtte voor Gaius Asinius Gallus of dat het om een andere Asinia Agrippina gaat die een dochter van Gallus zelf zou zijn. Het is ook voorgesteld dat ze de moeder van Lucius (?) Asinius Pollio Verrucosus, consul in 81 n.Chr., zou zijn.